# Неполнозубые
Неполнозу́бые (лат. Pilosa) — отряд млекопитающих из надотряда ксенартр. Монофилетический таксон, сестринская группа для отряда броненосцев (Cingulata), ранее рассматривавшихся в составе неполнозубых.

## Строение

### Скелет
Череп укорочен у ленивцев или сильно удлинён у муравьедов в лицевом отделе. Предчелюстные кости развиты слабо или довольно хорошо. Скуловая дуга может быть полной, неполной или рудиментарной. Зубы лишены эмали, резцы и клыки отсутствуют (за исключением двупалых ленивцев, у которых есть клыкообразные зубы), все зубы однородные, колышковидной формы с одним корнем, с постоянным ростом в течение жизни.
На последних грудных и на поясничных позвонках у неполнозубых есть дополнительные придаточные сочленения, укрепляющие опору конечностей. В шейном отделе позвоночника 7 позвонков у муравьедов и от 6 до 9 у ленивцев.
Локтевая и лучевая кости разделены, а большая и малая берцовые могут быть разделены или сращены в проксимальных отделах, а иногда и в дистальных. Имеется ключица. Коракоидный отросток лопатки развит относительно сильнее, чем у других плацентарных млекопитающих. На передних лапах неполнозубые имеют обычно меньше пяти пальцев, из которых два или три развиты чрезвычайно сильно и вооружены мощными когтями.

### Внутренние органы
Желудок простой у муравьедов или сложный у ленивцев. Слепая кишка развита слабо или полностью отсутствует. Мозг макросматический (от др.-греч. macros — «большой», «крупный» и osme — запах, обоняние), то есть с хорошо развитым отделом обоняния. Извилины больших полушарий немногочисленны. Задняя полая вена двойная. В конечностях и хвосте имеется «чудесная сеть», как называют сосудистую сеть, образующуюся в результате одновременного разделения исходного кровеносного сосуда на капилляроподобные ветви, которые затем собираются в общий ствол. Матка простая, плацента дискоидальная. Семенники расположены в брюшной полости.

### Зрение
Существует множество наблюдений, описывающих плохое зрение неполнозубых. Например, дерущиеся самцы ленивцев могут пытаться боднуть соперника, находясь в метре от него. Объясняется это тем, что у неполнозубых не функционирует должным образом ген, отвечающий за формирование колбочек в глазах, поэтому они видят мир чёрно-белым и очень плохо ориентируются при ярком свете. Была выдвинута гипотеза о том, что неполнозубые произошли от общего предка, который вёл подземный образ жизни и утратил колбочки за ненадобностью.

## Классификация
Выделяется 2 подотряда, в них 3—4 современных семейства (представители семейства Megatheriidae вымерли в историческое время) и до 5 ископаемых. Семейства Cyclopedidae и муравьедовых (Myrmecophagidae) иногда считаются подсемействами единого семейства муравьедовых.
- Подотряд Folivora[1]
  - Семейство Трёхпалые ленивцы (Bradypodidae)
    - Карликовый ленивец (Bradypus pygmaeus)
    - Бурогорлый ленивец (Bradypus variegatus)
    - Трёхпалый ленивец (Bradypus tridactylus)
    - Ошейниковый ленивец (Bradypus torquatus)
    - Bradypus crinitus

  - Семейство Двупалоленивцевые (Megalonychidae)
    - Ленивец Гоффмана (Choloepus hoffmanni)
    - Двупалый ленивец (Choloepus didactylus)

  - † Семейство Megatheriidae
  - † Семейство Mylodontidae
  - † Семейство Orophodontidae
  - † Семейство Nothrotheriidae
- Подотряд Vermilingua
  - Семейство Cyclopedidae
    - Карликовый муравьед (Cyclopes didactylus)

  - Семейство Муравьедовые (Myrmecophagidae)
    - Гигантский муравьед (Myrmecophaga tridactyla)
    - Мексиканский тамандуа (Tamandua mexicana)
    -  Тамандуа (Tamandua tetradactyla)